# Ligne de Mayenne à La Selle-en-Luitré
La ligne de Mayenne à La Selle-en-Luitré est une ancienne ligne de chemin de fer française, à écartement standard et à voie unique non électrifiée, qui traversait les départements de la Mayenne et d'Ille-et-Vilaine.
Elle permettait la liaison entre les villes de Mayenne et de Fougères via la ville d'Ernée.
Elle constituait la ligne 438 000 du réseau ferré national.

## Histoire
- Le 16 décembre 1875, déclaration d'utilité publique[1].

Une loi du 31 juillet 1879 autorise le ministère des Travaux publics à entamer les travaux de construction de la ligne.
- Le 23 octobre 1881, mise en service de la ligne

La ligne est cédée par l'État à la Compagnie des chemins de fer de l'Ouest par une convention signée entre le ministre des Travaux publics et la compagnie le 17 juillet 1883. Cette convention est approuvée par une loi le 20 novembre suivant.
- Le 1er mars 1938, fermeture de la ligne au trafic voyageurs
- Le 1er septembre 1954, fermeture de la section Saint-Pierre-des-Landes — La Selle-en-Luitré au trafic marchandises
- En 1960, neutralisation de la section Ernée — Saint-Pierre-des-Landes
- En mars 1987, fermeture de la section Mayenne — Ernée au trafic marchandises

### Sources
1. ↑  Collection complète des lois, décrets, ordonnances, règlements et avis du Conseil d'État, 1875, pp. 625–626 [lire en ligne]
2. ↑  « N° 8252 - Loi qui autorise le ministre des Travaux publics à entreprendre l'exécution des travaux de superstructure de divers chemins de fer : 31 juillet 1979 », Bulletin des lois de la République Française, Paris, Imprimerie Nationale, xII, vol. 19, no 461,‎ 1879, p. 109 - 110 (lire en ligne).
3. ↑  « N° 14218 - Loi qui approuve la convention passée, le 17 juillet 1883, entre le ministre des Travaux publics, et la Compagnie des chemins de fer de l'Ouest : 20 novembre 1883 », Bulletin des lois de la République Française, Paris, Imprimerie Nationale, xII, vol. 28, no 834,‎ 1884, p. 359 - 367 (lire en ligne).